# Befähigung
Befähigung ist neben der Eignung und der fachlichen Leistung ein Element der Bestenauslese im öffentlichen Dienst in Deutschland.
Grundlage bildet Art. 33 Abs. 2 Grundgesetz (GG), wonach jeder Deutsche nach seiner Eignung, Befähigung und fachlichen Leistung gleichen Zugang zu jedem öffentlichen Amte hat.
Befähigung umfasst Fähigkeiten, Kenntnisse, Fertigkeiten und sonstigen Eigenschaften, die für die dienstliche Verwendung wesentlich sind. (§ 2 Abs. 3 Bundeslaufbahnverordnung (BLV)) Befähigung bezeichnet damit die beruflich-fachliche Seite der Eignung im weiteren Sinne.
Die für ein Amt nötige Befähigung kann erworben werden mit den Erwerb einer Laufbahnbefähigung durch die Ableistung eines fachspezifischen Vorbereitungsdienstes und das erfolgreiche Ablegen einer Laufbahnprüfung oder durch Anerkennung der Laufbahnbefähigung (z. B. Studium und hauptberufliche Tätigkeiten).
Die Befähigung zum Richteramt kann Voraussetzung für die Besetzung bestimmter Ämter sein und ist zugleich die Befähigung zur Laufbahn des höheren nichttechnischen Verwaltungsdienstes des Bundes. (§ 21 Abs. 2 BLV)
Befähigung kann auch Fähigkeiten, Kenntnisse, Fertigkeiten und sonstige Eigenschaften, die beruflich-fachlich unter dem Gesichtspunkt dienstlicher Anforderungen relevant sind, meinen sowie die allgemein für die dienstliche Verwendung bedeutsamen Eigenschaften, wie Begabung, Allgemeinwissen, Lebenserfahrung und allgemeine Ausbildung. (BVerfGE 110, 304 (322))
Mit einem Sachkundenachweis können Befähigungen nachgewiesen werden.